# Bombardeo a una columna de refugiados en Irpín
El bombardeo a una columna de refugiados en Irpín fue una masacre que ocurrió el 6 de marzo de 2022, cuando desde las 9:30 a. m. hasta las 2 p. m. hora local, las Fuerzas Armadas de Rusia bombardeó repetidamente una intersección en Irpín que cientos de civiles estaban utilizando para escapar a Kiev. Fue parte de un asalto a Irpín, durante la invasión rusa de Ucrania de 2022. Ocho civiles murieron. Entre ellos había una familia de cuatro que murió por un ataque de mortero.

## Bombardeo
Human Rights Watch observó que había una docena de miembros de las fuerzas de seguridad ucranianas en la intersección, pero eran ampliamente superados en número por cientos de civiles entre ellos, sin embargo, las fuerzas rusas dispararon proyectiles explosivos en la intersección, repetidamente cada 10 minutos. HRW concluyó que «las fuerzas rusas violaron sus obligaciones en virtud del derecho internacional humanitario de no llevar a cabo ataques indiscriminados o desproporcionados que dañen a civiles, y no tomaron todas las medidas posibles para evitar víctimas civiles».
Los reporteros del New York Times en la escena confirmaron que las fuerzas ucranianas estaban disparando proyectiles de mortero en dirección a las fuerzas rusas desde una posición militar a unos 180 metros de la intersección. HRW también declaró: «Las fuerzas ucranianas también tienen la obligación de tomar todas las precauciones posibles para evitar o minimizar el daño civil. Tales precauciones incluyen evitar operar desde una zona donde se encuentran civiles y bienes de carácter civil e impedir que los civiles entren en zonas de hostilidades activas».
HRW concluyó que «ambas partes en este conflicto tienen la obligación de tomar todas las medidas posibles para evitar daños a civiles y permitir que la población civil evacue de manera segura (...) Las investigaciones internacionales deben enviar un mensaje a los responsables de ataques imprudentes e indiscriminados de que algún día podrían enfrentarse a la justicia».